# Jean Lacave-Laplagne
Pour les articles homonymes, voir Lacave-Laplagne.
 (décembre 2018).
Si vous disposez d'ouvrages ou d'articles de référence ou si vous connaissez des sites web de qualité traitant du thème abordé ici, merci de compléter l'article en donnant les références utiles à sa vérifiabilité et en les liant à la section « Notes et références ».
Jean Pierre Joseph Lacave-Laplagne est un magistrat à la Cour des comptes et homme politique français né à Montesquiou (Gers) le 12 août 1795 et mort à Paris le 14 mai 1849.

## Biographie
Admis en 1811 à l'École polytechnique, Jean Lacave-Laplagne en sortit avec le grade de lieutenant d'artillerie. Dans les rangs de la Grande armée, il prit part aux dernières campagnes de l'Empire et donna sa démission lors du retour des Bourbons. Il s'appliqua alors à l'étude du droit, se fit recevoir avocat au barreau de Toulouse et entra dans la magistrature comme procureur du roi (1819) avant d'être nommé conseiller référendaire à la Cour des comptes (1821).
Rallié à la monarchie de Juillet, il fut promu conseiller-maître (13 mars 1831) sur la proposition du baron Louis et se présenta, avec l'appui du gouvernement, à la députation dans le 5e collège du Gers (Mirande), en remplacement d'Adolphe Thiers, nommé ministre. Il fut élu le 27 décembre 1834 (121 voix sur 233 votants et 322 inscrits contre 64 à M. Lassis et 45 à M. Abeilhé) et siégea au centre, soutenant la politique ministérielle, participant activement à plusieurs discussions où sa compétence et son talent oratoire furent favorablement remarqués  (la responsabilité des ministres, le jury, le budget, les remontes, la taxe sur les fers) et rapportant le projet de loi sur le Conseil d'État. La session de 1836 le vit fréquemment à la tribune : la loi sur les chemins vicinaux, les finances, la proposition Goüin en faveur de la conversion des rentes lui fournirent matière à des discours intéressants. En 1837, il traita la question des attributions municipales et soutint comme rapporteur un projet de loi pour l'ouverture d'un crédit d'un million destiné à solder la dot de la princesse Louise d'Orléans, devenue reine des Belges, que le gouvernement ne put, malgré l'appui du rapporteur, faire adopter par la Chambre.
En récompense de son soutien dans cette affaire délicate, Lacave-Laplagne fut nommé ministre des Finances le 15 avril 1837 dans le deuxième gouvernement Molé et dut, en conséquence, se représenter devant ses électeurs qui confirmèrent son mandat (179 voix sur 209 votants). Il fut réélu aux élections générales du 4 novembre 1837 (215 voix sur 285 votants et 366 inscrits) et le 2 mars 1839 (228 voix sur 274 votants contre 33 à M. Abeilhé).
Comme ministre, il eut à défendre, durant cette période, tous les projets de lois financiers du gouvernement. Dans la session de 1838, il exposa les idées du cabinet relativement à la conversion des rentes, à l'esclavage, au défrichement des bois, à la fixation du cadre de l'état-major général de l'armée, aux chemins de fer, au budget, à la perception de l'impôt sur les sucres et à l'exploitation des mines de sel et des sources salées. Il montra de la compétence, mais peu d'éclat.
Le 4 mars 1839, il quitta le pouvoir avec le ministère dont il faisait partie, et reprit sa place dans la majorité conservatrice de la Chambre des députés où il continua de s'intéresser activement aux débats touchant les finances et les travaux publics. Il intervint ainsi, en 1842, dans le débat sur les privilèges de la Banque de France, sur le recensement, sur les chemins de fer, etc. Il fut également le rapporteur du budget de 1843.
Il occupa pour la seconde fois le portefeuille des finances à la mort de Georges Humann, le 25 avril 1842, et le conserva jusqu'au 8 mai 1847 dans le troisième ministère Soult. Il soutint notamment la position du gouvernement sur la réduction de l'effectif de l'armée, la police de la chasse, les patentes, le recrutement, la conversion, la réforme postale, l'affranchissement du timbre des journaux et écrits périodiques, des concessions de chemins de fer, les douanes, l'impôt du sel, etc. 
Réélu député le 9 juillet 1842 (235 voix sur 264 votants et 444 inscrits) et le 1er août 1846 (300 voix sur 339 votants et 467 inscrits contre 24 à Louis Marie de Lahaye Cormenin), il apporta son concours dévoué à la monarchie de Juillet jusqu'à la Révolution de 1848. Louis-Philippe Ier lui avait également confié l'administration des biens du duc d'Aumale.
Il fut élu le 13 mai 1849 à l'Assemblée législative dans le département du Gers (7e et dernier par 30.230 voix sur 70.087 votants et 96.572 inscrits), mais il succomba le lendemain à un accès de goutte.
Son fils, Louis Lacave-Laplagne, fut également député du Gers, puis sénateur de ce département.

Son frère, Raymond Lacave-Laplagne-Barris, magistrat et Pair de France, fut également sénateur.